# Chiesa del Luogo Pio
La cosiddetta chiesa del Luogo Pio, originariamente nota come chiesa dell'Assunzione della Vergine e di San Giuseppe, si erge a margine del vuoto urbano di piazza del Luogo Pio, a Livorno; fa parte del "Museo della Città".
È un luogo di culto sconsacrato e si trova nel quartiere della Venezia Nuova, a breve distanza dalla chiesa di San Ferdinando.
Per alcuni anni, a partire dall'ultimo scorcio del Novecento, ha ospitato la Chiesa cristiana avventista del settimo giorno.

## Storia

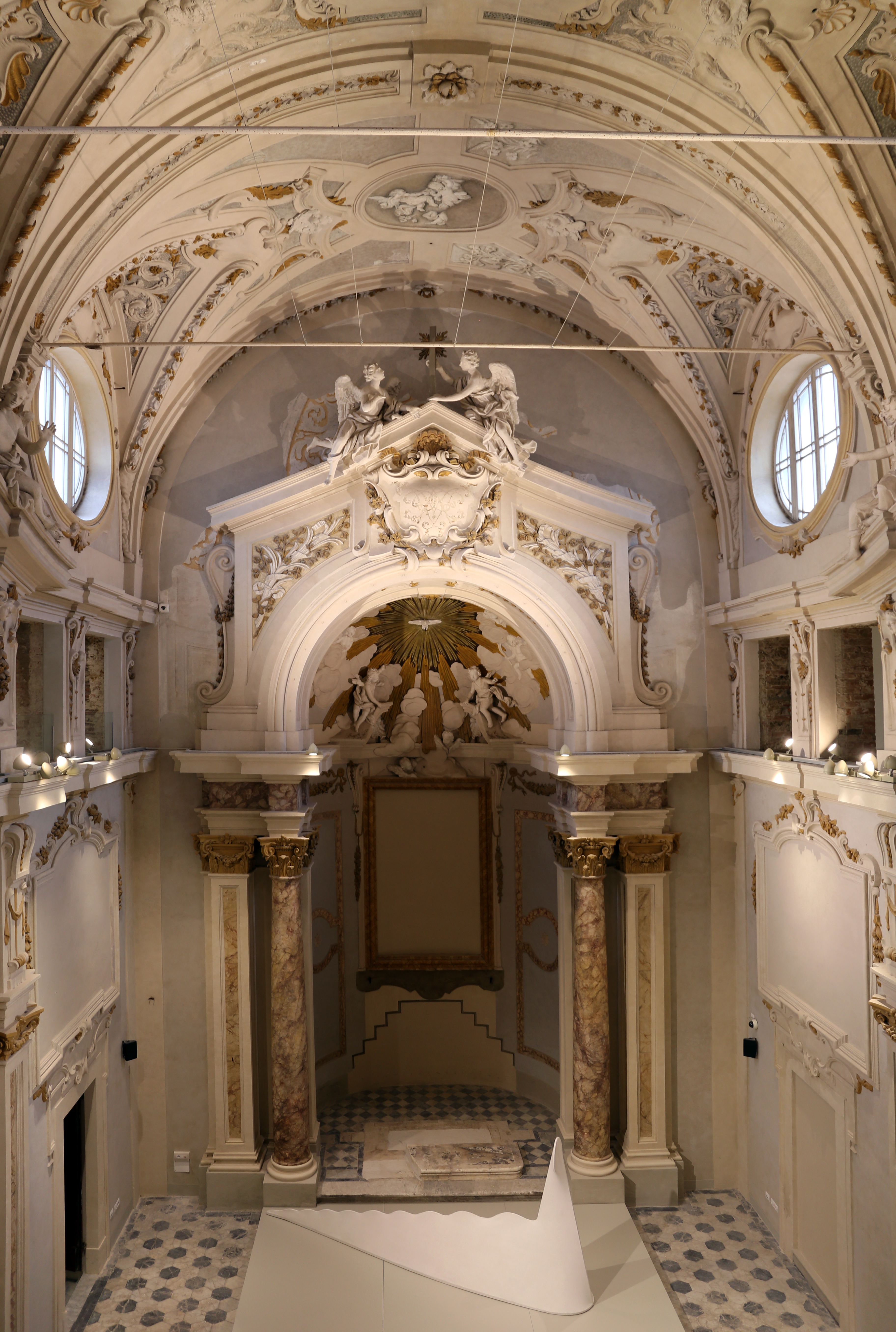
Interno

La costruzione della chiesa è legata alla realizzazione di un orfanotrofio per povere orfane, detto appunto Luogo Pio (o Case Pie), nel quale veniva data assistenza ed educazione alle giovani.
La chiesa, annessa alla suddetta struttura di accoglienza, fu innalzata tra il 1713 ed il 1715 su disegno di Giovanni del Fantasia. Il cartiglio marmoreo posto sopra il portale sostituisce l'originaria iscrizione distrutta dai Francesi nel 1799.
Diversi anni dopo i bombardamenti della seconda guerra mondiale, le Case Pie furono abbattute pur non riportando gravi danni da pregiudicarne la sopravvivenza: la chiesa si trovò quindi isolata in mezzo ad un vasto piazzale, ridotto negli anni ad uso di parcheggio.
Dopo alcuni restauri avvenuti intorno al 1990, il piccolo luogo di culto, sconsacrato e di proprietà comunale, è stato affidato alla Chiesa cristiana avventista del settimo giorno ed in estate ha ospitato regolarmente eventi legati alla manifestazione di "Effetto Venezia".
Dal 2012 la chiesa è tornata al Comune nell'ambito del progetto del Museo della Città ed è stata successivamente trasformata in un'aula per installazioni di arte contemporanea, conferenze e incontri d'arte.
Il complesso museale, che comprende anche i vicini Bottini dell'olio, è stato inaugurato il 30 aprile 2018; il progetto di riqualificazione della chiesa è stato curato dalla studio Guicciardini e Magni di Firenze. Dal 2020 è stato rimosso il parcheggio nella piazza antistante (e omonima) con la riconversione ad area pedonale.

## Descrizione

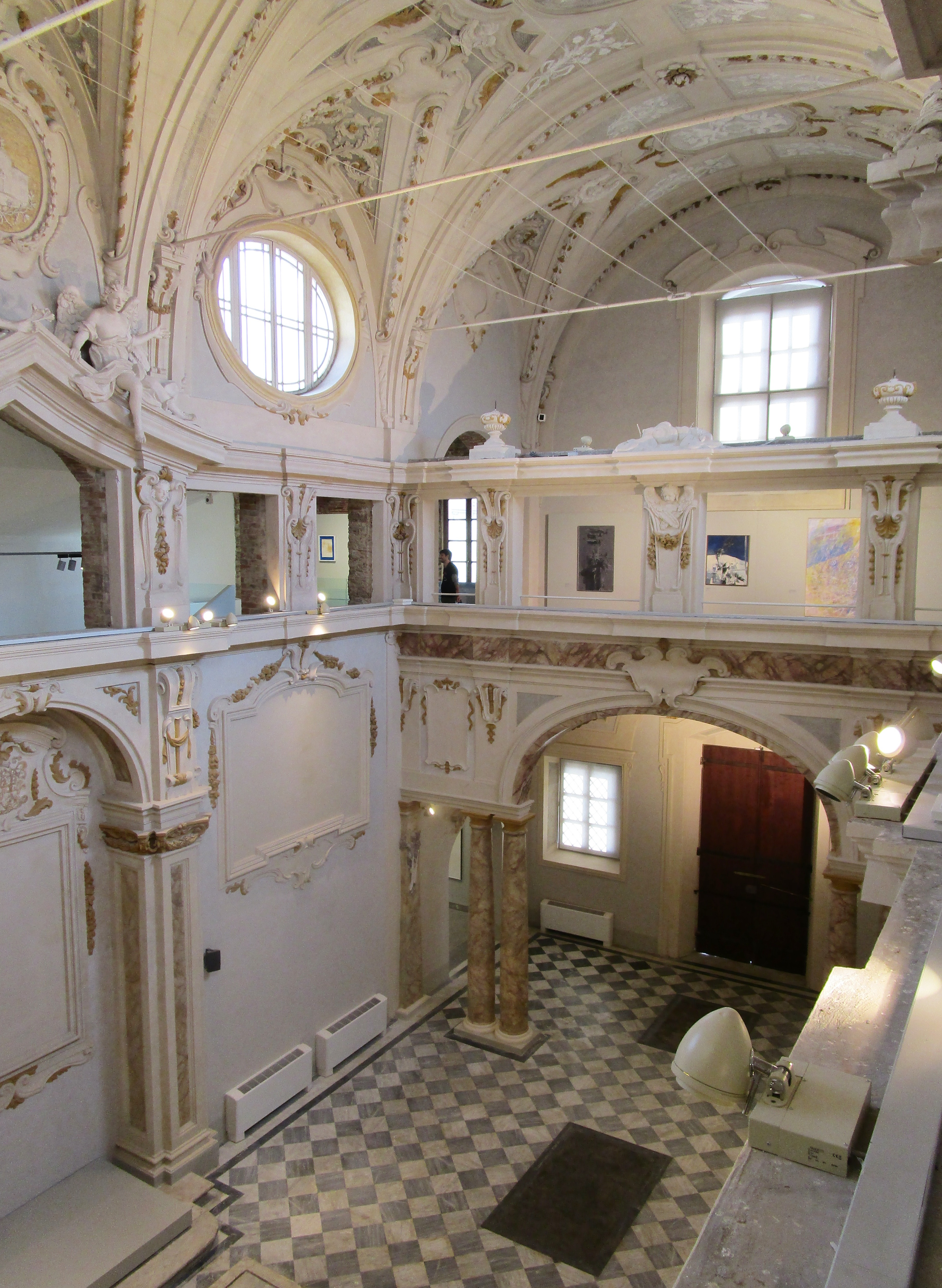
Interno

L'edificio presenta una semplice facciata a capanna con un portale sormontato da un frontone ricurvo e da una finestra rettangolare; a lato, lungo le pareti abbattute nel secondo dopoguerra, si innalza un piccolo campanile a vela, ormai privo di campane.
L'interno, ricco di stucchi e decorazioni di stampo barocco, è a pianta rettangolare di circa metri 18 di lunghezza per 9 di larghezza, con una tribuna collocata sopra l'ingresso e un'abside posta a chiusura della navata: lungo la chiesa, si aprivano le grate attraverso le quali le orfane delle Case Pie potevano assistere alle funzioni.
Vi erano tre piccoli altari di cui il maggiore era dedicato all'Immacolata e custodiva le reliquie di San Alessandro martire, donate da Francesco Vincenti nel 1716.
Qui si trovavano anche le spoglie dell'architetto Giovanni del Fantasia, ma la tomba fu profanata durante l'ultima guerra mondiale.